# بویوک برهانیه (جیحان)
بویوک برهانیه (به ترکی استانبولی: Büyükburhaniye) یک منطقهٔ مسکونی در ترکیه است که در جیحان واقع شده‌است.